# Youri Djorkaeff
Youri Raffi Djorkaeff (Lione, 9 marzo 1968) è un ex calciatore francese, di ruolo centrocampista o attaccante, campione del mondo nel 1998 e campione d'Europa nel 2000 con la nazionale francese.

## Biografia
Djorkaeff è nato a Lione, da padre francese di origine polacca e calmucca e madre armena, Mary Ohanian. È figlio di Jean e fratello di Micha e Denis, tutti ex calciatori. È sposato con Sophile, conosciuta ai tempi del Grenoble; anche il figlio Oan ha intrapreso la carriera da calciatore.
Conclusa l'attività agonistica, ha continuato a vivere a New York, dove ha fondato la Youri Djorkaeff Foundation e gestito un Inter Campus. Nel febbraio 2009 ha inciso un singolo chiamato Vivre dans ta lumière. Nel marzo 2019 viene scelto come ambasciatore per l’Europeo 2020.

## Caratteristiche tecniche
Soprannominato Il Serpente, era un rifinitore dotato di estro, dribbling e ottima tecnica, abile nei movimenti smarcanti e nei calci piazzati. Il suo stile di gioco da numero «9,5», metà centrocampista e metà attaccante, rendeva talvolta difficoltosa la sua collocazione tattica.

## Carriera

### Club

#### Gli inizi, Monaco e Paris Saint-Germain
Iniziò la sua carriera calcistica nel Grenoble Foot, con cui disputò sei campionati dal 1984 al 1990 (cinque in seconda serie ed uno in terza) con l'intermezzo di una stagione giocata con lo Strasburgo (1989-1990, in cui segnò 21 gol).
Nel 1990 fu acquistato dal Monaco, con cui disputò quattro stagioni e mezzo. Nel 1994 fu capocannoniere della massima serie con 20 gol, vincendo la Coppa di Francia. Nella stagione 1995-1996 si trasferì al Paris Saint-Germain, con cui vinse la Coppa delle Coppe. Durante la competizione andò in rete per quattro volte, decidendo tra l'altro la partita di ritorno della semifinale contro il Deportivo La Coruña con un gol nei minuti finali e realizzando l'assist per Bruno N'Gotty in finale contro il Rapid Vienna.

#### Inter

Djorkaeff in azione con la maglia dell'Inter nel 1996.

Nell'estate del 1996 passò all'Inter per 7,5 miliardi di lire. Disputò un'ottima stagione, producendosi in giocate di alto profilo: su tutte, la rete messa a segno in rovesciata contro la Roma nell'incontro del 5 gennaio 1997, ritenuta tra le più belle nella storia del calcio e che divenne la copertina dell'abbonamento per la stagione seguente. I 17 gol realizzati in 49 partite contribuirono al terzo posto in campionato nonché al raggiungimento della finale di Coppa UEFA, persa ai tiri di rigore contro lo Schalke 04: in tale occasione Djorkaeff realizzò il proprio rigore, ma gli errori di Iván Zamorano e Aron Winter sancirono la sconfitta dei nerazzurri.
Nel 1998 l'Inter migliorò i risultati ottenuti l'anno precedente, chiudendo il campionato al secondo posto e vincendo la Coppa UEFA sconfiggendo per 3-0 la Lazio al Parco dei Principi. Tuttavia, le prestazioni di Djorkaeff risultarono meno brillanti, anche in virtù di una difficile coesistenza in campo col nuovo acquisto Ronaldo. Gli equivoci tattici si acuirono l'anno seguente, allorché il reparto offensivo dell'Inter venne ulteriormente arricchito dall'arrivo di Roberto Baggio. Al termine di una stagione negativa, conclusa in ottava posizione, Djorkaeff lasciò il club, disputando l'ultima partita in nerazzurro il 16 maggio 1999 nell'incontro perso a Venezia.

#### Ultimi anni
Nel 1999 approdò in Germania al Kaiserslautern. Al primo anno con i tedeschi segnò 11 gol in 25 partite, poi nel gennaio del 2001 passò al Bolton, squadra inglese di Premier League. Dopo due anni e mezzo, in cui collezionò 75 partite e 20 gol, nel 2004 Djorkaeff firmò per il Blackburn Rovers ma la nuova esperienza durò solo qualche mese.
Nel gennaio del 2005 si trasferì ai MetroStars, trovando la sua prima rete contro i Columbus Crew nel 3-0 finale. Dopo aver militato per due anni nella squadra newyorkese, nel frattempo ridenominatasi N.Y. Red Bulls, concluse l'attività agonistica.

### Nazionale

Djorkaeff in azione coi Bleus contro l'Italia, nell'amichevole del 1994 decisa da un suo gol.

Esordì in nazionale nel 1993, in una gara di qualificazione al campionato del mondo 1994 contro Israele: perdendo per 2-3, la Francia mancò l'accesso alla fase finale. Segnò la prima rete nella successiva presenza, in un'amichevole vinta per 1-0 contro l'Italia.
Con la selezione transalpina vinse il campionato del mondo 1998, il campionato d'Europa 2000 e la Confederations Cup 2001 (durante la quale realizzò la sua ultima rete con i Bleus nel 5-0 contro la Corea del Sud). Partecipò anche al campionato d'Europa 1996 e al campionato del mondo 2002, al termine del quale chiuse la carriera internazionale.
Al 26 marzo 2013 è l'ottavo miglior marcatore di tutti i tempi della nazionale francese e il tredicesimo giocatore per numero di presenze.

## Statistiche

### Presenze e reti nei club
| Stagione                         | Squadra                          | Campionato                       | Campionato | Campionato | Coppe nazionali | Coppe nazionali | Coppe nazionali | Coppe continentali | Coppe continentali | Coppe continentali | Altre coppe | Altre coppe | Altre coppe | Totale | Totale |
| Stagione                         | Squadra                          | Comp                             | Pres       | Reti       | Comp            | Pres            | Reti            | Comp               | Pres               | Reti               | Comp        | Pres        | Reti        | Pres   | Reti   |
| -------------------------------- | -------------------------------- | -------------------------------- | ---------- | ---------- | --------------- | --------------- | --------------- | ------------------ | ------------------ | ------------------ | ----------- | ----------- | ----------- | ------ | ------ |
| 1984-1985                        | Grenoble                         | D2                               | 3          | 0          | -               | -               | -               | -                  | -                  | -                  | -           | -           | -           | 3      | 0      |
| 1985-1986                        | Grenoble                         | D2                               | 6          | 0          | -               | -               | -               | -                  | -                  | -                  | -           | -           | -           | 6      | 0      |
| 1986-1987                        | Grenoble                         | CN                               | 26         | 4          | CF              | 1               | 0               | -                  | -                  | -                  | -           | -           | -           | 27     | 4      |
| 1987-1988                        | Grenoble                         | D2                               | 19         | 8          | CF              | 1               | 0               | -                  | -                  | -                  | -           | -           | -           | 20     | 8      |
| 1988-1989                        | Grenoble                         | D2                               | 25         | 11         | CF              | 3               | 1               | -                  | -                  | -                  | -           | -           | -           | 28     | 12     |
| lug-ago. 1989                    | Grenoble                         | D2                               | 3          | 0          | -               | -               | -               | -                  | -                  | -                  | -           | -           | -           | 3      | 0      |
| Totale Grenoble                  | Totale Grenoble                  | Totale Grenoble                  | 82         | 23         |                 | 5               | 1               |                    | -                  | -                  |             | -           | -           | 87     | 24     |
| ago. 1989-1990                   | Strasburgo                       | D2                               | 28         | 21         | CF              | 6               | 2               | -                  | -                  | -                  | -           | -           | -           | 34     | 23     |
| lug-nov. 1990                    | Strasburgo                       | D2                               | 7          | 4          | -               | -               | -               | -                  | -                  | -                  | -           | -           | -           | 7      | 4      |
| Totale Strasburgo                | Totale Strasburgo                | Totale Strasburgo                | 35         | 25         |                 | 6               | 2               |                    | -                  | -                  |             | -           | -           | 41     | 27     |
| nov. 1990-1991                   | Monaco                           | D1                               | 20         | 5          | CF              | 6               | 1               | -                  | -                  | -                  | -           | -           | -           | 26     | 6      |
| 1991-1992                        | Monaco                           | D1                               | 35         | 9          | CF              | 5               | 0               | CdC                | 7                  | 1                  | -           | -           | -           | 47     | 10     |
| 1992-1993                        | Monaco                           | D1                               | 32         | 11         | CF              | 2               | 2               | CdC                | 4                  | 1                  | -           | -           | -           | 38     | 14     |
| 1993-1994                        | Monaco                           | D1                               | 35         | 20         | CF              | 2               | 0               | UCL                | 11                 | 3                  | -           | -           | -           | 48     | 23     |
| 1994-1995                        | Monaco                           | D1                               | 33         | 14         | CF+CdL          | 1+3             | 0               | -                  | -                  | -                  | -           | -           | -           | 37     | 14     |
| Totale Monaco                    | Totale Monaco                    | Totale Monaco                    | 155        | 59         |                 | 19              | 3               |                    | 22                 | 5                  |             | -           | -           | 196    | 67     |
| 1995-1996                        | Paris Saint-Germain              | D1                               | 35         | 13         | CF+CdL          | 2+1             | 2+0             | CdC                | 8                  | 4                  | SF          | 1           | 1           | 47     | 20     |
| 1996-1997                        | Inter                            | A                                | 33         | 14         | CI              | 6               | 1               | CU                 | 10                 | 2                  | -           | -           | -           | 49     | 17     |
| 1997-1998                        | Inter                            | A                                | 29         | 8          | CI              | 4               | 0               | CU                 | 9                  | 0                  | -           | -           | -           | 42     | 8      |
| 1998-1999                        | Inter                            | A                                | 25         | 8          | CI              | 6               | 4               | UCL                | 5                  | 2                  | -           | -           | -           | 36     | 14     |
| Totale Inter                     | Totale Inter                     | Totale Inter                     | 87         | 30         |                 | 16              | 5               |                    | 24                 | 4                  |             | -           | -           | 127    | 39     |
| 1999-2000                        | Kaiserslautern                   | BL                               | 25         | 11         | CG              | 1               | 0               | CU                 | 5                  | 2                  | -           | -           | -           | 31     | 13     |
| 2000-2001                        | Kaiserslautern                   | BL                               | 26         | 3          | CG              | 2               | 0               | CU                 | 7                  | 2                  | -           | -           | -           | 35     | 5      |
| 2001-gen. 2002                   | Kaiserslautern                   | BL                               | 4          | 0          | -               | -               | -               | -                  | -                  | -                  | -           | -           | -           | 4      | 0      |
| Totale Kaiserslautern            | Totale Kaiserslautern            | Totale Kaiserslautern            | 55         | 14         |                 | 3               | 0               |                    | 12                 | 4                  |             | -           | -           | 70     | 18     |
| gen.-giu. 2002                   | Bolton                           | PL                               | 12         | 4          | -               | -               | -               | -                  | -                  | -                  | -           | -           | -           | 12     | 4      |
| 2002-2003                        | Bolton                           | PL                               | 36         | 7          | FACup+CdL       | 1+0             | 0+0             | -                  | -                  | -                  | -           | -           | -           | 37     | 7      |
| 2003-2004                        | Bolton                           | PL                               | 27         | 9          | FACup+CdL       | 0+5             | 0+1             | -                  | -                  | -                  | -           | -           | -           | 32     | 10     |
| Totale Bolton                    | Totale Bolton                    | Totale Bolton                    | 75         | 20         |                 | 6               | 1               |                    | -                  | -                  |             | -           | -           | 81     | 21     |
| 2004-gen. 2005                   | Blackburn Rovers                 | PL                               | 3          | 0          | -               | -               | -               | -                  | -                  | -                  | -           | -           | -           | 3      | 0      |
| 2005                             | MetroStars/N.Y. Red Bulls        | ML                               | 24         | 10         | USOC            | 2               | 1               | -                  | -                  | -                  | -           | -           | -           | 26     | 11     |
| 2006                             | MetroStars/N.Y. Red Bulls        | ML                               | 21+1       | 2+0        | USOC            | 1               | 0               | -                  | -                  | -                  | -           | -           | -           | 22     | 2      |
| Totale MetroStars/N.Y. Red Bulls | Totale MetroStars/N.Y. Red Bulls | Totale MetroStars/N.Y. Red Bulls | 45+1       | 12+0       |                 | 3               | 1               |                    | -                  | -                  |             | -           | -           | 49     | 13     |
| Totale carriera                  | Totale carriera                  | Totale carriera                  | 572+1      | 196+0      |                 | 61              | 15              |                    | 66                 | 17                 |             | 1           | 1           | 701    | 229    |

### Cronologia presenze e reti in nazionale
| Cronologia completa delle presenze e delle reti in nazionale ― Francia | Cronologia completa delle presenze e delle reti in nazionale ― Francia | Cronologia completa delle presenze e delle reti in nazionale ― Francia | Cronologia completa delle presenze e delle reti in nazionale ― Francia | Cronologia completa delle presenze e delle reti in nazionale ― Francia | Cronologia completa delle presenze e delle reti in nazionale ― Francia | Cronologia completa delle presenze e delle reti in nazionale ― Francia | Cronologia completa delle presenze e delle reti in nazionale ― Francia |
| Data                                                                   | Città                                                                  | In casa                                                                | Risultato                                                              | Ospiti                                                                 | Competizione                                                           | Reti                                                                   | Note                                                                   |
| ---------------------------------------------------------------------- | ---------------------------------------------------------------------- | ---------------------------------------------------------------------- | ---------------------------------------------------------------------- | ---------------------------------------------------------------------- | ---------------------------------------------------------------------- | ---------------------------------------------------------------------- | ---------------------------------------------------------------------- |
| 13-10-1993                                                             | Parigi                                                                 | Francia                                                                | 2 – 3                                                                  | Israele                                                                | Qual. Mondiali 1994                                                    | -                                                                      | 86’                                                                    |
| 16-2-1994                                                              | Napoli                                                                 | Italia                                                                 | 0 – 1                                                                  | Francia                                                                | Amichevole                                                             | 1                                                                      |                                                                        |
| 22-3-1994                                                              | Lione                                                                  | Francia                                                                | 3 – 1                                                                  | Cile                                                                   | Amichevole                                                             | 1                                                                      | 46’                                                                    |
| 29-5-1994                                                              | Tokyo                                                                  | Giappone                                                               | 1 – 4                                                                  | Francia                                                                | Kirin Cup 1994                                                         | 1                                                                      | 72’                                                                    |
| 7-9-1994                                                               | Bratislava                                                             | Slovacchia                                                             | 0 – 0                                                                  | Francia                                                                | Qual. Euro 1996                                                        | -                                                                      | 79’                                                                    |
| 16-11-1994                                                             | Zabrze                                                                 | Polonia                                                                | 0 – 0                                                                  | Francia                                                                | Qual. Euro 1996                                                        | -                                                                      | 27’                                                                    |
| 29-3-1995                                                              | Ramat Gan                                                              | Israele                                                                | 0 – 0                                                                  | Francia                                                                | Qual. Euro 1996                                                        | -                                                                      | 79’                                                                    |
| 26-4-1995                                                              | Nantes                                                                 | Francia                                                                | 4 – 0                                                                  | Slovacchia                                                             | Qual. Euro 1996                                                        | -                                                                      | 74’                                                                    |
| 22-7-1995                                                              | Oslo                                                                   | Norvegia                                                               | 0 – 0                                                                  | Francia                                                                | Amichevole                                                             | -                                                                      | 46’                                                                    |
| 16-8-1995                                                              | Parigi                                                                 | Francia                                                                | 1 – 1                                                                  | Polonia                                                                | Qual. Euro 1996                                                        | 1                                                                      | 70’                                                                    |
| 6-9-1995                                                               | Auxerre                                                                | Francia                                                                | 10 – 0                                                                 | Azerbaigian                                                            | Qual. Euro 1996                                                        | 2                                                                      |                                                                        |
| 11-10-1995                                                             | Bucarest                                                               | Romania                                                                | 1 – 3                                                                  | Francia                                                                | Qual. Euro 1996                                                        | 1                                                                      | 75’                                                                    |
| 15-11-1995                                                             | Caen                                                                   | Francia                                                                | 2 – 0                                                                  | Israele                                                                | Qual. Euro 1996                                                        | 1                                                                      |                                                                        |
| 24-1-1996                                                              | Parigi                                                                 | Francia                                                                | 3 – 2                                                                  | Portogallo                                                             | Amichevole                                                             | 2                                                                      |                                                                        |
| 21-2-1996                                                              | Nîmes                                                                  | Francia                                                                | 3 – 1                                                                  | Grecia                                                                 | Amichevole                                                             | -                                                                      | 46’                                                                    |
| 1-6-1996                                                               | Stoccarda                                                              | Germania                                                               | 0 – 1                                                                  | Francia                                                                | Amichevole                                                             | -                                                                      |                                                                        |
| 5-6-1996                                                               | Villeneuve-d'Ascq                                                      | Francia                                                                | 2 – 0                                                                  | Armenia                                                                | Amichevole                                                             | -                                                                      | 46’                                                                    |
| 10-6-1996                                                              | Newcastle upon Tyne                                                    | Romania                                                                | 0 – 1                                                                  | Francia                                                                | Euro 1996 - 1º turno                                                   | -                                                                      |                                                                        |
| 15-6-1996                                                              | Leeds                                                                  | Francia                                                                | 1 – 1                                                                  | Spagna                                                                 | Euro 1996 - 1º turno                                                   | 1                                                                      |                                                                        |
| 18-6-1996                                                              | Newcastle upon Tyne                                                    | Bulgaria                                                               | 1 – 3                                                                  | Francia                                                                | Euro 1996 - 1º turno                                                   | -                                                                      |                                                                        |
| 22-6-1996                                                              | Liverpool                                                              | Francia                                                                | 0 – 0 dts (5 – 4 dtr)                                                  | Paesi Bassi                                                            | Euro 1996 - Quarti di finale                                           | -                                                                      |                                                                        |
| 26-6-1996                                                              | Manchester                                                             | Rep. Ceca                                                              | 0 – 0 dts (6 – 5 dtr)                                                  | Francia                                                                | Euro 1996 - Semifinali                                                 | -                                                                      |                                                                        |
| 31-8-1996                                                              | Parigi                                                                 | Francia                                                                | 2 – 0                                                                  | Stati Uniti                                                            | Amichevole                                                             | 1                                                                      |                                                                        |
| 9-10-1996                                                              | Parigi                                                                 | Francia                                                                | 4 – 0                                                                  | Marocco                                                                | Amichevole                                                             | 1                                                                      |                                                                        |
| 9-11-1996                                                              | Copenaghen                                                             | Danimarca                                                              | 1 – 0                                                                  | Francia                                                                | Amichevole                                                             | -                                                                      |                                                                        |
| 22-1-1997                                                              | Braga                                                                  | Portogallo                                                             | 0 – 2                                                                  | Francia                                                                | Amichevole                                                             | -                                                                      | 63’                                                                    |
| 2-4-1997                                                               | Parigi                                                                 | Francia                                                                | 1 – 0                                                                  | Svezia                                                                 | Amichevole                                                             | 1                                                                      |                                                                        |
| 7-6-1997                                                               | Troyes                                                                 | Francia                                                                | 0 – 1                                                                  | Ungheria                                                               | Torneo di Francia                                                      | -                                                                      |                                                                        |
| 11-6-1997                                                              | Parigi                                                                 | Italia                                                                 | 2 – 2                                                                  | Francia                                                                | Torneo di Francia                                                      | 1                                                                      | 64’                                                                    |
| 11-10-1997                                                             | Lens                                                                   | Francia                                                                | 2 – 1                                                                  | Sudafrica                                                              | Amichevole                                                             | -                                                                      | 78’                                                                    |
| 12-11-1997                                                             | Saint-Étienne                                                          | Francia                                                                | 2 – 1                                                                  | Scozia                                                                 | Amichevole                                                             | 1                                                                      | 71’                                                                    |
| 28-1-1998                                                              | Saint-Denis                                                            | Francia                                                                | 1 – 0                                                                  | Spagna                                                                 | Amichevole                                                             | -                                                                      | 90+5’                                                                  |
| 25-2-1998                                                              | Marsiglia                                                              | Francia                                                                | 3 – 3                                                                  | Senegal                                                                | Amichevole                                                             | -                                                                      |                                                                        |
| 25-3-1998                                                              | Mosca                                                                  | Russia                                                                 | 1 – 0                                                                  | Francia                                                                | Amichevole                                                             | -                                                                      |                                                                        |
| 22-4-1998                                                              | Solna                                                                  | Svezia                                                                 | 0 – 0                                                                  | Francia                                                                | Amichevole                                                             | -                                                                      | 46’                                                                    |
| 27-5-1998                                                              | Casablanca                                                             | Francia                                                                | 1 – 0                                                                  | Belgio                                                                 | Trofeo di calcio Hassan II 1998                                        | -                                                                      | 46’                                                                    |
| 29-5-1998                                                              | Casablanca                                                             | Marocco                                                                | 2 – 2 (6 - 5 dtr)                                                      | Francia                                                                | Trofeo di calcio Hassan II 1998                                        | 1                                                                      | 61’                                                                    |
| 5-6-1998                                                               | Helsinki                                                               | Finlandia                                                              | 0 – 1                                                                  | Francia                                                                | Amichevole                                                             | -                                                                      |                                                                        |
| 12-6-1998                                                              | Marsiglia                                                              | Sudafrica                                                              | 0 – 3                                                                  | Francia                                                                | Mondiali 1998 - 1º turno                                               | -                                                                      | 82’                                                                    |
| 18-6-1998                                                              | Saint-Denis                                                            | Francia                                                                | 4 – 0                                                                  | Arabia Saudita                                                         | Mondiali 1998 - 1º turno                                               | -                                                                      | 58’                                                                    |
| 24-6-1998                                                              | Lione                                                                  | Danimarca                                                              | 1 – 2                                                                  | Francia                                                                | Mondiali 1998 - 1º turno                                               | 1                                                                      |                                                                        |
| 28-6-1998                                                              | Lens                                                                   | Francia                                                                | 1 – 0 gg                                                               | Paraguay                                                               | Mondiali 1998 - Ottavi di finale                                       | -                                                                      |                                                                        |
| 3-7-1998                                                               | Parigi                                                                 | Italia                                                                 | 0 – 0 dts (3 – 4 dtr)                                                  | Francia                                                                | Mondiali 1998 - Quarti di finale                                       | -                                                                      |                                                                        |
| 8-7-1998                                                               | Saint-Denis                                                            | Francia                                                                | 2 – 1                                                                  | Croazia                                                                | Mondiali 1998 - Semifinale                                             | -                                                                      | 74’                                                                    |
| 12-7-1998                                                              | Saint-Denis                                                            | Brasile                                                                | 0 – 3                                                                  | Francia                                                                | Mondiali 1998 - Finale                                                 | -                                                                      | 76’                                                                    |
| 19-8-1998                                                              | Vienna                                                                 | Austria                                                                | 2 – 2                                                                  | Francia                                                                | Amichevole                                                             | -                                                                      | 46’                                                                    |
| 5-9-1998                                                               | Reykjavík                                                              | Islanda                                                                | 1 – 1                                                                  | Francia                                                                | Qual. Euro 2000                                                        | -                                                                      |                                                                        |
| 10-10-1998                                                             | Mosca                                                                  | Russia                                                                 | 2 – 3                                                                  | Francia                                                                | Qual. Euro 2000                                                        | -                                                                      | 51’ 54’                                                                |
| 14-10-1998                                                             | Saint-Denis                                                            | Francia                                                                | 2 – 0                                                                  | Andorra                                                                | Qual. Euro 2000                                                        | 1                                                                      | 82’                                                                    |
| 20-1-1999                                                              | Marsiglia                                                              | Francia                                                                | 1 – 0                                                                  | Marocco                                                                | Amichevole                                                             | 1                                                                      |                                                                        |
| 10-2-1999                                                              | Londra                                                                 | Inghilterra                                                            | 0 – 2                                                                  | Francia                                                                | Amichevole                                                             | -                                                                      | 84’                                                                    |
| 27-3-1999                                                              | Saint-Denis                                                            | Francia                                                                | 0 – 0                                                                  | Ucraina                                                                | Qual. Euro 2000                                                        | -                                                                      |                                                                        |
| 31-3-1999                                                              | Saint-Denis                                                            | Francia                                                                | 2 – 0                                                                  | Armenia                                                                | Qual. Euro 2000                                                        | -                                                                      | 69’                                                                    |
| 5-6-1999                                                               | Saint-Denis                                                            | Francia                                                                | 2 – 3                                                                  | Russia                                                                 | Qual. Euro 2000                                                        | -                                                                      | 90’                                                                    |
| 4-9-1999                                                               | Kiev                                                                   | Ucraina                                                                | 0 – 0                                                                  | Francia                                                                | Qual. Euro 2000                                                        | -                                                                      | 73’                                                                    |
| 8-9-1999                                                               | Erevan                                                                 | Armenia                                                                | 2 – 3                                                                  | Francia                                                                | Qual. Euro 2000                                                        | 1                                                                      |                                                                        |
| 9-10-1999                                                              | Saint-Denis                                                            | Francia                                                                | 3 – 2                                                                  | Islanda                                                                | Qual. Euro 2000                                                        | 1                                                                      |                                                                        |
| 13-11-1999                                                             | Saint-Denis                                                            | Francia                                                                | 3 – 0                                                                  | Croazia                                                                | Amichevole                                                             | -                                                                      | 46’                                                                    |
| 23-2-2000                                                              | Saint-Denis                                                            | Francia                                                                | 1 – 0                                                                  | Polonia                                                                | Amichevole                                                             | -                                                                      | 74’                                                                    |
| 29-3-2000                                                              | Glasgow                                                                | Scozia                                                                 | 0 – 2                                                                  | Francia                                                                | Amichevole                                                             | -                                                                      | 46’                                                                    |
| 4-6-2000                                                               | Casablanca                                                             | Giappone                                                               | 2 – 2 (2 – 4 dtr)                                                      | Francia                                                                | Trofeo di calcio Hassan II 2000 - Semifinale                           | 1                                                                      | 46’                                                                    |
| 6-6-2000                                                               | Casablanca                                                             | Marocco                                                                | 1 – 5                                                                  | Francia                                                                | Trofeo di calcio Hassan II 2000 - Finale                               | 1                                                                      | 61’                                                                    |
| 11-6-2000                                                              | Bruges                                                                 | Francia                                                                | 3 – 0                                                                  | Danimarca                                                              | Euro 2000 - 1º turno                                                   | -                                                                      | 58’                                                                    |
| 16-6-2000                                                              | Bruges                                                                 | Rep. Ceca                                                              | 1 – 2                                                                  | Francia                                                                | Euro 2000 - 1º turno                                                   | 1                                                                      | 46’                                                                    |
| 21-6-2000                                                              | Amsterdam                                                              | Paesi Bassi                                                            | 3 – 2                                                                  | Francia                                                                | Euro 2000 - 1º turno                                                   | -                                                                      | 68’                                                                    |
| 25-6-2000                                                              | Bruges                                                                 | Francia                                                                | 2 – 1                                                                  | Spagna                                                                 | Euro 2000 - Quarti di finale                                           | 1                                                                      |                                                                        |
| 2-7-2000                                                               | Rotterdam                                                              | Francia                                                                | 2 – 1 gg                                                               | Italia                                                                 | Euro 2000 - Finale                                                     | -                                                                      | 76’                                                                    |
| 16-8-2000                                                              | Marsiglia                                                              | Francia                                                                | 5 – 1                                                                  | World Stars                                                            | Amichevole                                                             | -                                                                      | 46’                                                                    |
| 2-9-2000                                                               | Saint-Denis                                                            | Francia                                                                | 1 – 1                                                                  | Inghilterra                                                            | Amichevole                                                             | -                                                                      |                                                                        |
| 25-4-2001                                                              | Saint-Denis                                                            | Francia                                                                | 4 – 0                                                                  | Portogallo                                                             | Amichevole                                                             | 1                                                                      | 46’                                                                    |
| 30-5-2001                                                              | Taegu                                                                  | Francia                                                                | 5 – 0                                                                  | Corea del Sud                                                          | Conf. Cup 2001 - 1º Turno                                              | 1                                                                      | 74’                                                                    |
| 1-6-2001                                                               | Taegu                                                                  | Australia                                                              | 1 – 0                                                                  | Francia                                                                | Conf. Cup 2001 - 1º Turno                                              | -                                                                      | 87’                                                                    |
| 3-6-2001                                                               | Ulsan                                                                  | Francia                                                                | 4 – 0                                                                  | Messico                                                                | Conf. Cup 2001 - 1º Turno                                              | -                                                                      | 77’                                                                    |
| 7-6-2001                                                               | Suwon                                                                  | Francia                                                                | 2 – 1                                                                  | Brasile                                                                | Conf. Cup 2001 - Semifinale                                            | -                                                                      | 61’                                                                    |
| 10-6-2001                                                              | Yokohama                                                               | Giappone                                                               | 0 – 1                                                                  | Francia                                                                | Conf. Cup 2001 - Finale                                                | -                                                                      | 64’                                                                    |
| 6-10-2001                                                              | Saint-Denis                                                            | Francia                                                                | 4 – 1                                                                  | Algeria                                                                | Amichevole                                                             | -                                                                      | 46’                                                                    |
| 27-3-2002                                                              | Saint-Denis                                                            | Francia                                                                | 5 – 0                                                                  | Scozia                                                                 | Amichevole                                                             | -                                                                      | 81’                                                                    |
| 17-4-2002                                                              | Saint-Denis                                                            | Francia                                                                | 0 – 0                                                                  | Russia                                                                 | Amichevole                                                             | -                                                                      | 61’                                                                    |
| 18-5-2002                                                              | Saint-Denis                                                            | Francia                                                                | 1 – 2                                                                  | Belgio                                                                 | Amichevole                                                             | -                                                                      | 46’                                                                    |
| 26-5-2002                                                              | Suwon                                                                  | Corea del Sud                                                          | 2 – 3                                                                  | Francia                                                                | Amichevole                                                             | -                                                                      | 66’                                                                    |
| 31-5-2002                                                              | Seul                                                                   | Francia                                                                | 0 – 1                                                                  | Senegal                                                                | Mondiali 2002 - 1º turno                                               | -                                                                      | 60’                                                                    |
| 11-6-2002                                                              | Incheon                                                                | Danimarca                                                              | 2 – 0                                                                  | Francia                                                                | Mondiali 2002 - 1º turno                                               | -                                                                      | 83’                                                                    |
| Totale                                                                 |                                                                        | Presenze (20º posto)                                                   | 82                                                                     |                                                                        | Reti (11º posto)                                                       | 28                                                                     |                                                                        |

## Palmarès

### Club

#### Competizioni nazionali
- Coppa di Francia: 1

Monaco: 1990-1991
- Supercoppa francese: 1

Paris Saint-Germain: 1995

#### Competizioni internazionali
- Coppa delle Coppe: 1

Paris Saint-Germain: 1995-1996
- Coppa UEFA: 1

Inter: 1997-1998

### Nazionale
- Campionato mondiale: 1

1998
- Campionato d'Europa: 1

2000
- Confederations Cup: 1

2001

### Individuale
- Capocannoniere del campionato francese: 1

1993-1994 (20 gol, a pari merito con Roger Boli e Nicolas Ouédec)